# Dichromanthus cinnabarinus
Dichromanthus cinnabarinus là một loài thực vật có hoa trong họ Lan. Loài này được (Lex.) Garay mô tả khoa học đầu tiên năm 1980.